# Gaylesville (Alabama)
Gaylesville est une ville du comté de Cherokee, en Alabama, aux États-Unis,.
La région est occupée au début des années 1830, juste avant le départ forcé des Cherokees. Appelée initialement Sulphur Springs, elle est renommée Gaylesville, probablement en référence à John Gayles, un pionnier, ou en l'honneur de John Gayle, le gouverneur de l'Alabama de 1831 à 1835. Gaylesville est incorporée en 1886.

## Démographie
| 1880 | 1900 | 1910 | 1920 | 1930 | 1940 | 1950 | 1960 |
| ---- | ---- | ---- | ---- | ---- | ---- | ---- | ---- |
| 183  | 266  | 204  | 226  | 204  | 183  | 194  | 144  |

| 1970 | 1980 | 1990 | 2000 | 2010 | - | - | - |
| ---- | ---- | ---- | ---- | ---- | - | - | - |
| 161  | 192  | 149  | 140  | 144  | - | - | - |

## Source de la traduction
- (en) Cet article est partiellement ou en totalité issu de l’article de Wikipédia en anglais intitulé « Gaylesville, Alabama » (voir la liste des auteurs).